# カー・オブ・ザ・センチュリー
カー・オブ・ザ・センチュリー（Car of the Century 、COTC）は、20世紀でもっとも影響力のあった車に与えられた自動車賞。選考の過程はGlobal Automotive Election Foundationによって監督された。受賞車はフォード・モデルT。1999年12月18日にネバダ州ラスベガスで発表された。

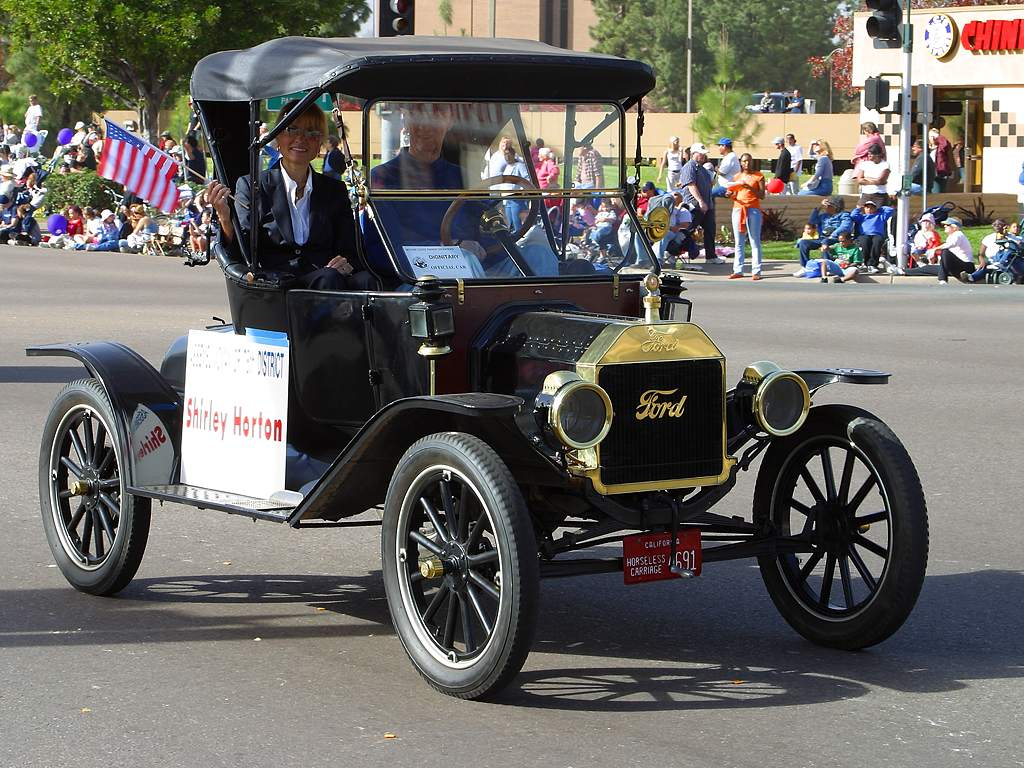
1位: フォード・モデルT

## 選考過程

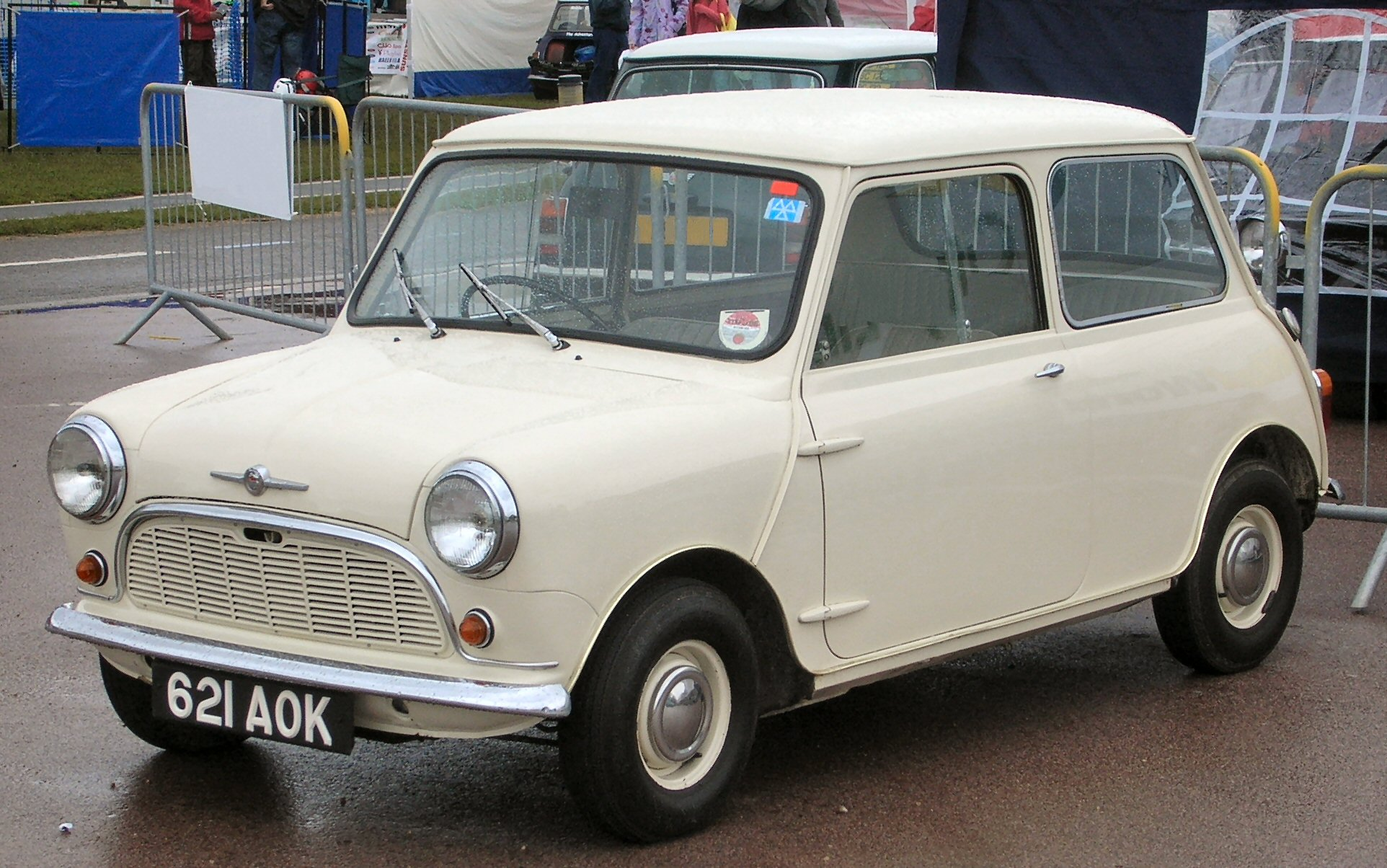
2位: ミニ

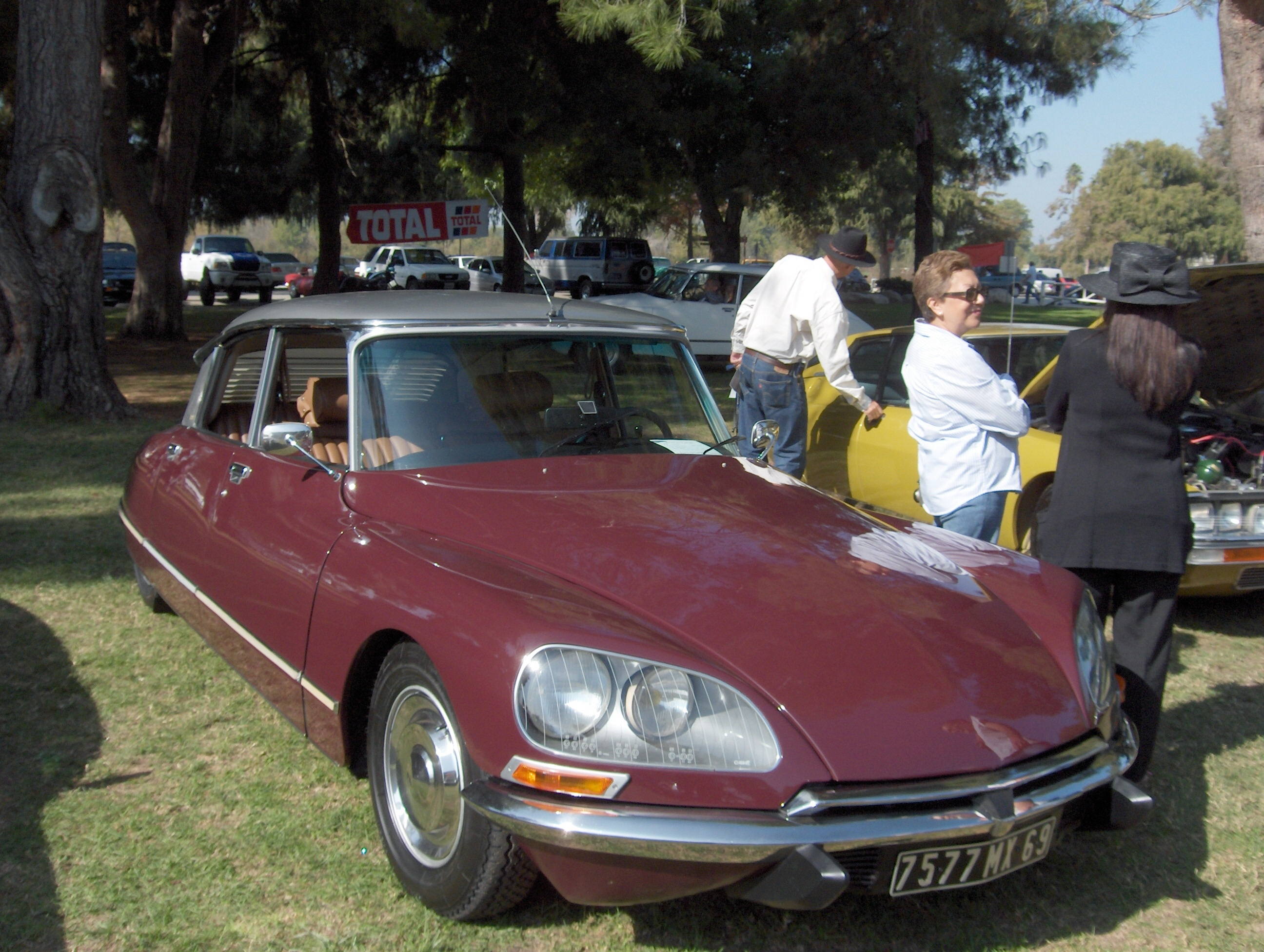
3位: シトロエン・DS

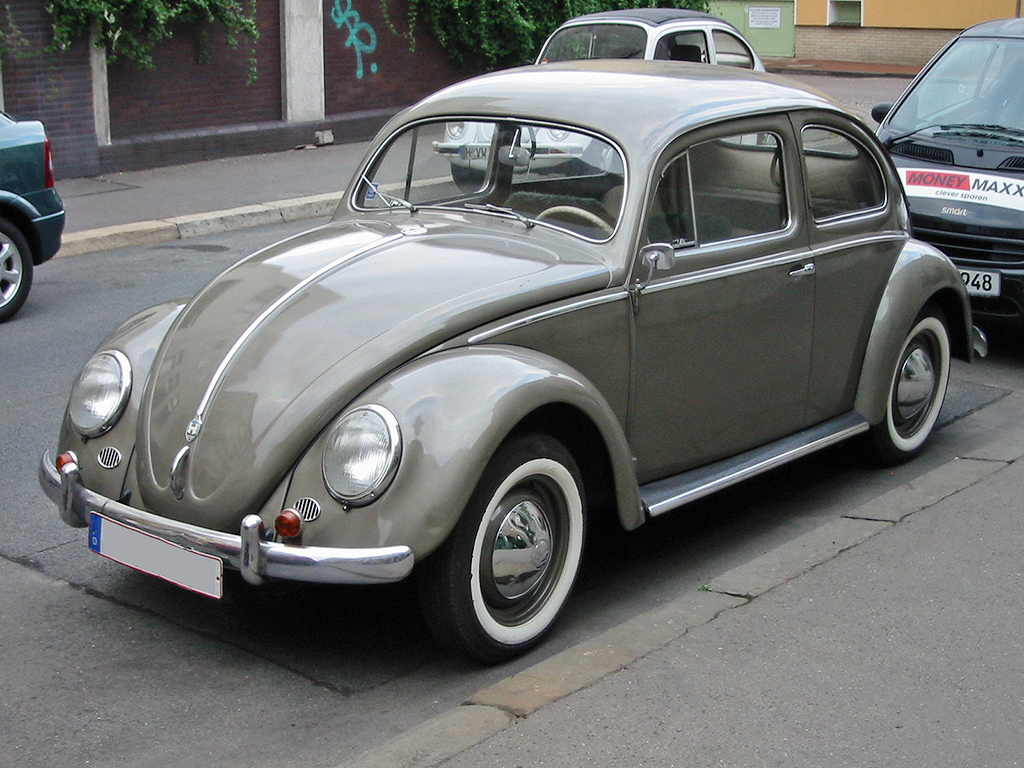
4位: フォルクスワーゲン・タイプ1

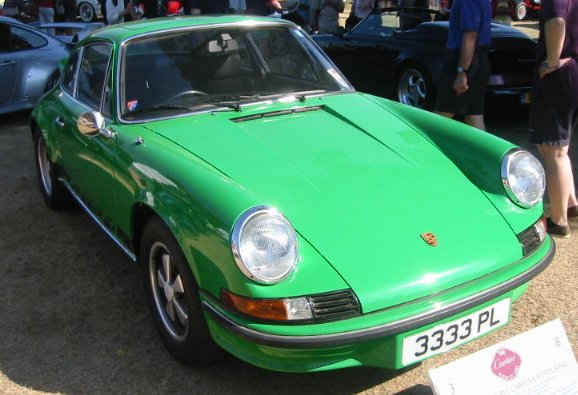
5位: ポルシェ・911

20世紀でもっとも影響力のある車を選ぶために複雑かつフォーマル（elaborate and formal ）な方法が採られた。1996年10月、自動車企業の専門家とカークラブが作った700の車のリストが、COTC組織委員会から賞の候補として提供された。1997年2月にはリストの中から、高名な専門家たちが200の車を選び、それがアムステルダムのAutoRal motor showで発表された。次に33の国から選ばれた132の自動車記者たちによる審査団により、リストが100まで絞られた。その結果は1997年9月のフランクフルトモーターショーで発表された。
次にインターネットを主とする投票で10台が選ばれ、専門家の審査団によって25台が選ばれた。このうち、9台は専門家たちが選んだ25台と重複したため、最終的には26台が次の段階に進む車として1999年3月のジュネーブ・モーターショーで発表された。
| 製造元                   | 車種                         | 発売年     | 国                      |
| ------------------------ | ---------------------------- | ---------- | ----------------------- |
| AC                       | コブラ                       | 1965--1967 | イギリス/アメリカ合衆国 |
| アルファロメオ           | ジュリエッタスプリントクーペ | 1954--1968 | イタリア                |
| アウディ                 | クワトロ                     | 1980--1991 | ドイツ                  |
| オースチン               | 7                            | 1922--1939 | イギリス                |
| BMW                      | 328                          | 1936--1940 | ドイツ                  |
| ブガッティ               | T35                          | 1926--1930 | フランス                |
| シボレー                 | コルベットスティングレイ     | 1963--1967 | アメリカ                |
| シトロエン               | トラクシオン・アバン         | 1934--1957 | フランス                |
| シトロエン               | 2CV                          | 1948--1990 | フランス                |
| シトロエン               | DS19                         | 1955--1975 | フランス                |
| フェラーリ               | 250 GT SWBベルリネッタ       | 1959--1962 | イタリア                |
| フィアット               | 500                          | 1936--1948 | イタリア                |
| フォード・モーター       | モデルT                      | 1908--1927 | アメリカ                |
| フォード                 | マスタング                   | 1964--1968 | アメリカ                |
| ジャガー                 | XK120                        | 1948--1954 | イギリス                |
| ジャガー                 | Eタイプ                      | 1961--1975 | イギリス                |
| メルセデス・ベンツ       | S/SS/SSK                     | 1927--1932 | ドイツ                  |
| メルセデス・ベンツ       | 300SLクーペ                  | 1954--1957 | ドイツ                  |
| ミニ                     | すべて                       | 1959--2000 | イギリス                |
| NSU                      | Ro 80                        | 1967--1976 | ドイツ                  |
| ポルシェ                 | 911                          | 1963--現在 | ドイツ                  |
| ルノー                   | エスパス                     | 1984--現在 | フランス                |
| ロールス・ロイス         | シルヴァーゴースト           | 1907--1925 | イギリス                |
| ローバー                 | レンジローバー               | 1970--1996 | イギリス                |
| フォルクスワーゲン       | ビートル                     | 1946--現在 | ドイツ                  |
| フォルクスワーゲン       | ゴルフ                       | 1974--現在 | ドイツ                  |
| ウィリス・オーバーランド | ジープ                       | 1941--1945 | アメリカ                |

その後専門家たちは最終ノミネートとして5台の車を選び、それが1999年7月のフランクルフルトモーターショウで発表された。

## 結果
審査員はそれぞれ順位をつけ、ポイントシステムの投票と合算されCOTCが決定された。最終的な結果は次の通りである。
| 順位 | 車種                         | ポイント |
| ---- | ---------------------------- | -------- |
| 1    | フォード・モデルT            | 742      |
| 2    | ミニ                         | 617      |
| 3    | シトロエン・DS               | 567      |
| 4    | フォルクスワーゲン・ビートル | 521      |
| 5    | ポルシェ・911                | 303      |